# CDESK
CDESK to oprogramowanie helpdesk oraz service desk, które przeznaczone jest do digitalizacji i standaryzacji procesów biznesowych w firmie. CDESK dostarcza narzędzia m.in. do usprawniania komunikacji z klientem, obsługi zgłoszeń, rejestracji czasu pracy pracowników oraz dotrzymywania terminów SLA i SLO. Z oprogramowania korzysta aktualnie ponad 1000 firm w Słowacji i Czechach.
CDESK został stworzony w 2003 roku przez słowacką firmę SEAL IT Services s.r.o. W 2011 roku utworzono firmę Inova Logic s.r.o. która nieustannie rozwija oprogramowanie CDESK

## Moduły
CDESK oferuje różne moduły. W zależności od potrzeb danej firmy (jej procesów wewnętrznych oraz sposobu przepływu informacji) dobierany jest odpowiedni zestaw modułów.
Do głównych modułów CDESK zalicza się:
- Książka adresowa – wprowadza przejrzystą ewidencję wszystkich klientów, wraz z przypisanymi danymi kontaktowymi (nr. tel., email...).
- Wnioski – są to zgłoszenia klientów, które muszą zostać rozpatrzone przez odpowiednie osoby (rozwiązujący). Wnioski są realizowane, a każda praca potrzebna na rozwiązanie zgłoszenia jest rejestrowana w systemie. Obowiązuje w nich liczenie terminów wg SLA.
- Zamówienia – oferują rejestrowanie bieżących i zakończonych prac, wraz z fakturowaniem, planowaniem kosztów i zasobów ludzkich.
- Baza CMDB – oferuje rejestrowanie wszystkich konfigurowalnych obiektów znajdujących się w firmie i nie tylko. Mogą to być na przykład: urządzenia, na których świadczone są usługi, miejsca pracy, budynki lub pracownicy.
- Przetwarzanie wiadomości – pozwala przechowywać całą pocztę elektroniczną, która przechodzi przez firmę w jednym miejscu. Dodatkowo można utworzyć reguły przetwarzania, które mogą z wiadomości mailowej wywołać konkretną czynność w systemie, np. utworzenie wniosku.

Dodatkowo dostępne są inne moduły, które mogą okazać się przydatne w niektórych przypadkach: cenniki, zastępstwa pracowników i przyznawanie urlopów, baza wiedzy (know-how), rezerwacja np. urządzeń w kalendarzu.
Elastyczność modułów CDESK pozwala na wdrożenie ich w firmach o różnym profilu działalności, z których najczęstsze to:
- Firmy informatyczne (IT) świadczące usługi outsourcingu i zarządzania urządzeniami (Hardware) i oprogramowaniem (Software) – CDESK jako kompleksowe narzędzie wspomagające świadczenie wsparcia informatycznego w sieciach komputerowych, serwerach i stacjach roboczych. Powstałe problemy oraz awarie mogą być rozwiązywane w określonych terminach. CDESK pozwala zadeklarować poziom świadczonych usług poprzez szereg dokładnych i zrozumiałych dla klienta raportów.
- Firmy informatyczne (IT) zapewniające wsparcie oprogramowania – Czytelna ewidencja czasu pracy i elastyczne fakturowane jest szczególnie przydatne dla tego typu działalności. CDESK wspiera w przestrzeganiu warunków umownych podczas realizowania projektów związanych z oprogramowaniem i zapewnianiem wsparcia. Pomocne w utrzymywaniu dobrych relacji z klientem i dostarczaniu rozwiązań wysokiej jakości jest przede wszystkim komunikowanie postępów prac w otwartych sprawach, rejestrowanie i wystawianie faktur za ewentualne interwencje w oprogramowaniu.
- Firmy serwisujące i konserwujące sprzęt – Ukierunkowana obsługa klientów i perfekcyjne planowanie pozwala zwiększać liczbę zamówień przy obniżonych kosztach. CDESK pozwala na powiadamianie o każdych zmianach serwisowych, dzięki temu klient dokładnie zna postęp prac i historię napraw. Technicy takiej firmy otrzymują kompleksowe narzędzie, które pokazuje, że ich praca jest doceniana przez klientów.
- Działy IT dużych firm – Rejestracja wszystkich zdarzeń, monitoring IT, automatyzacja procesów w zarządzaniu sprzętem IT i komunikacja z użytkownikami znacząco poprawia bezpieczeństwo sieci firmowej. Wprowadzenie standardów ITIL do pracy działu IT pozwala wykrywać zdarzenia i incydenty związane z bezpieczeństwem oraz odpowiednio na nie reagować.

|                             | Firmy IT świadczące usługi outsourcingu oraz zarządzania urządzeniami i oprogramowaniem | Firmy IT zapewniające wsparcie oprogramowania | Firmy serwisujące i konserwujące sprzęt | Działy IT dużych firm |
| Książka adresowa            | ✔                                                                                       | ✔                                             | ✔                                       |                       |
| Zamówienia                  | ✔                                                                                       | ✔                                             | ✔                                       | ✔                     |
| Wnioski z SLA               | ✔                                                                                       | ✔                                             | ✔                                       | ✔                     |
| Zadania                     | ✔                                                                                       | ✔                                             | ✔                                       | ✔                     |
| Realizacje                  | ✔                                                                                       | ✔                                             | ✔                                       |                       |
| Oferty                      | ✔                                                                                       | ✔                                             | ✔                                       | ✔                     |
| Przetwarzanie wiadomości    | ✔                                                                                       | ✔                                             | ✔                                       | ✔                     |
| CMDB                        | ✔                                                                                       | ✔                                             | ✔                                       | ✔                     |
| Kalendarz                   | ✔                                                                                       | ✔                                             | ✔                                       | ✔                     |
| Komunikator i czat          | ✔                                                                                       |                                               |                                         | ✔                     |
| System rezerwacji           |                                                                                         | ✔                                             |                                         |                       |
| Baza wiedzy                 | ✔                                                                                       | ✔                                             | ✔                                       | ✔                     |
| Moduł urlopowy              | ✔                                                                                       | ✔                                             |                                         |                       |
| Aplikacja mobilna           | ✔                                                                                       | ✔                                             |                                         | ✔                     |
| Integracja CM IT monitoring | ✔                                                                                       |                                               |                                         | ✔                     |
| --------------------------- | --------------------------------------------------------------------------------------- | --------------------------------------------- | --------------------------------------- | --------------------- |

CDESK jest aktualnie wykorzystywany przez firmy o różnym profilu działalności. Jest to np. agencja ubezpieczeniowa, dostawcy usług telekomunikacyjnych, dostawcy kas fiskalnych, sprzedawcy elektroniki i wiele innych. Pełna lista referencji od klientów znajduje się tutaj.

## Licencje i dostęp
CDESK dostępny jest w trzech wersjach licencyjnych:
- GOLD – zapewnia nieograniczony dostęp do wszystkich funkcji. Można korzystać z interfejsu internetowego, aplikacji desktopowej lub aplikacji mobilnej.
- SILVER – maksymalnie 25% zakupionych kont w wersji SILVER może być jednocześnie zalogowanych przez interfejs WWW. To ograniczenie nie dotyczy dostępu za pośrednictwem aplikacji komputerowych i mobilnych, natomiast nie wszystkie funkcje są dostępne.
- BRONZE – bezpłatna wersja dla klientów danej firmy. Pozwala to na efektywną współpracę. Zawiera tylko wybrane funkcje, a niektóre dane są tylko do odczytu lub ograniczone.

Klient może wybrać jeden z trzech rodzajów dostępu do platformy:
- Chmurowy (Cloud) – CDESK jest hostowany na serwerze twórcy oprogramowania w ramach SaaS (Software as a Service).
- Lokalny (On-Premisses) – CDESK jest wdrażany na prywatnym serwerze klienta.
- Dedykowany, wirtualny serwer na hostingu twórcy oprogramowania na życzenie klienta.

## Technologia
CDESK bazuje na Linuksie, dystrybucji Rocky Linux.
Graficzny interfejs (frontend) opracowany został w Angular, natomiast rozwiązania po stronie serwerowej, których użytkownik CDESK nie widzi (Backend) obsługiwany jest przez PHP. Baza danych CDESK stworzona w MariaDB.
Rozwój CDESK jest usprawniony dzięki wykorzystaniu DevOps. Dodatkowo CDESK jest w pełni obsługiwany przez platformę DOCKER i może być bezpiecznie wdrożony na serwer klienta.
Na systemie wykonywane są również testy penetracyjne, które wyszukują słabe punkty w zabezpieczeniach.

## Aplikacje
Dostępne są trzy rodzaje aplikacji, dzięki którym można zalogować się do CDESK:
- Aplikacja przeglądarkowa (web) – dostępna dla najpopularniejszych przeglądarek. Wymagany stały dostęp do internetu, aby zapisać dane. Pozwala pracować z systemem i wykonać w nim najważniejsze działania.
- Aplikacja desktopowa – dostępna po zainstalowaniu na komputerze z systemem Windows lub MacOS. Umożliwia pracę bez dostępu do internetu. Synchronizacja danych następuje dopiero, gdy komputer zostanie podłączony do sieci[6].
- Aplikacja mobilna – dostępna dla urządzeń z systemem Android oraz iOS, pozwalająca korzystać z CDESK poza biurem na smartfonie lub tablecie[7].

## Dostępność
CDESK jest dostępny w 6 językach: słowackim, czeskim, angielskim, polskim, niemieckim oraz węgierskim.
Na stronie internetowej CDESK znajduje się dokumentacja, która pozwala zapoznać się z wszystkimi aspektami technicznymi oraz działaniem oprogramowania.